# Iolaus australis
Iolaus australis is een vlinder uit de familie van de Lycaenidae. De wetenschappelijke naam van de soort is voor het eerst geldig gepubliceerd in 1937 door Stevenson.